# Parafia św. Józefa Oblubieńca w Starych Bogaczowicach
Parafia św. Józefa Oblubieńca Najświętszej Maryi Panny w Starych Bogaczowicach znajduje się w dekanacie wałbrzyskim zachodnim w diecezji świdnickiej. Była erygowana w XVII w. Jej proboszczem jest ks. Kanonik Honorowy Kapituły Kolegiackiej w Wałbrzychu dr Jacek Biernacki - wicedziekan.